# Río Pauto
Río Pauto är ett vattendrag i Colombia.   Det ligger i departementet Casanare, i den centrala delen av landet, 400 km öster om huvudstaden Bogotá.